# La Bastide-sur-l'Hers

La Bastide-sur-l'Hers este o comună în departamentul Ariège din sudul Franței. În 1 ianuarie 2022 avea o populație de 676 de locuitori.